# Thelopsis isiaca
Thelopsis isiaca är en lavart som beskrevs av Stizenb. . Thelopsis isiaca ingår i släktet Thelopsis och familjen Stictidaceae.   Inga underarter finns listade i Catalogue of Life.